# Équipe cycliste Differdange-GeBa
L'équipe cycliste Differdange-GeBa (officiellement Team Differdange-GeBa) est une équipe cycliste luxembourgeoise, active entre 2005 et 2019. Durant son existence, elle court avec une licence d'équipe continentale et participe aux circuits continentaux de cyclisme, en particulier l'UCI Europe Tour.

## Histoire de l'équipe
L'équipe continentale Differdange est lancée en 2005 par Gabriel Gatti, du nom de la ville homonyme. Elle est liée au CCI Differdange, le club historique créé en 1998.
Fin 2018, elle change de dirigeants avec les arrivées d'Isabelle et Gilles Kockelmann.
L'équipe s'arrête à l'issue de la saison 2019, faute de moyens, après 15 ans d'existence. Elle a lancé la carrière de plusieurs coureurs passés professionnels par la suite, notamment Jempy Drucker.

## Principales victoires

### Classiques
- Grand Prix des Marbriers : 2009 (Robert Retschke)
- Grand Prix de la ville de Pérenchies : 2009 (Robert Retschke)
- SEB Tartu GP : 2009 (Hannes Blank)
- Grand Prix de la ville de Nogent-sur-Oise : 2010 (Vytautas Kaupas)
- Ronde pévéloise : 2010 (Frank Dressler-Lehnhof)
- Paris-Mantes-en-Yvelines : 2012 (Alex Meenhorst)

### Courses par étapes
- Tour de Hongrie : 2015 (Tom Thill)

### Championnats nationaux
| - Championnats de Hongrie sur route : 1 - Contre-la-montre : 2015 (Krisztián Lovassy) - Championnats de Lituanie sur route : 1 - Course en ligne : 2010 (Vytautas Kaupas) - Championnats du Luxembourg sur route : 1 - Contre-la-montre : 2011 (Christian Poos) - Championnats de Suède sur route : 1 - Contre-la-montre espoirs : 2016 (Pontus Kastemyr) | - Championnats du Luxembourg de cyclo-cross : 4 - Élites : 2010 (Jempy Drucker), 2013, 2014 et 2015 (Christian Helmig) |

## Classements UCI
L'équipe participe aux différents circuits continentaux et en particulier les courses de l'UCI Europe Tour depuis sa création en 2005. Le tableau ci-dessous présente les classements de l'équipe sur ces circuits, ainsi que son meilleur coureur au classement individuel. 
UCI Africa Tour
| Saison | Classement par équipes | Meilleur coureur au classement individuel |
| ------ | ---------------------- | ----------------------------------------- |
| 2007   | 8e                     | Stefan Heiny (59e)                        |
| 2014   | 20e                    | Diego Milán (106e)                        |
| 2015   | 16e                    | Manuel Stocker (123e)                     |

UCI America Tour
| Saison | Classement par équipes | Meilleur coureur au classement individuel |
| ------ | ---------------------- | ----------------------------------------- |
| 2009   | 11e                    | Gregory Brenes (9e)                       |
| 2013   | 20e                    | Diego Milán (42e)                         |
| 2014   | 19e                    | Jānis Dakteris (114e)                     |

UCI Asia Tour
| Saison | Classement par équipes | Meilleur coureur au classement individuel |
| ------ | ---------------------- | ----------------------------------------- |
| 2007   | 16e                    | Hannes Blank (41e)                        |
| 2008   | 43e                    | Fredrik Johansson (102e)                  |
| 2011   | 57e                    | Cyrille Heymans (222e)                    |
| 2012   | 61e                    | Christian Poos (259e)                     |
| 2013   | 47e                    | Johan Coenen (71e)                        |
| 2017   | 87e                    | Cristian Raileanu (453e)                  |

UCI Europe Tour
| Saison | Classement par équipes | Meilleur coureur au classement individuel |
| ------ | ---------------------- | ----------------------------------------- |
| 2006   | 57e                    | Fredrik Johansson (123e)                  |
| 2007   | 64e                    | Hakan Nilsson (264e)                      |
| 2008   | 66e                    | Hannes Blank (242e)                       |
| 2009   | 42e                    | Robert Retschke (117e)                    |
| 2010   | 32e                    | Jempy Drucker (108e)                      |
| 2011   | 71e                    | Jonas Ljungblad (320e)                    |
| 2012   | 88e                    | Alex Meenhorst (270e)                     |
| 2013   | 68e                    | Paavo Paajanen (394e)                     |
| 2014   | 77e                    | Jānis Dakteris (391e)                     |
| 2015   | 90e                    | Tom Thill (309e)                          |
| 2016   | 85e                    | Tom Thill (817e)                          |
| 2017   | 49e                    | Cristian Raileanu (285e)                  |
| 2018   | 58e                    | Olivier Pardini (486e)                    |

UCI Oceania Tour
| Saison | Classement par équipes | Meilleur coureur au classement individuel |
| ------ | ---------------------- | ----------------------------------------- |
| 2012   | 11e                    | Jason Christie (19e)                      |

## Differdange-Losch en 2019
| Cycliste           | Date de naissance | Nationalité | Équipe 2018                        |
| ------------------ | ----------------- | ----------- | ---------------------------------- |
| Cameron Beard      | 01/08/1998        | États-Unis  | DESTIL-Parkhotel Valkenburg        |
| Ivan Centrone      | 17/09/1995        | Luxembourg  | Team Differdange-Losch             |
| Tiago da Silva     | 06/02/1997        | Luxembourg  | Team Differdange-Losch             |
| Louis Deguide      | 04/02/1994        | Belgique    | Sovac-Natura4Ever                  |
| Thomas Deruette    | 06/07/1995        | Belgique    | WB-Aqua Protect-Veranclassic       |
| Toni Franz         | 05/01/1997        | Allemagne   | Team Differdange-Losch (stagiaire) |
| Raphael Kockelmann | 10/05/1999        | Luxembourg  | Team Differdange-Losch             |
| Wesley Mol         | 25/02/1999        | Pays-Bas    | Néo-professionnel                  |
| Gabriel Muller     | 04/12/1985        | France      | Néo-professionnel                  |
| Jeroen Pattyn      | 22/03/1996        | Belgique    | Néo-professionnel                  |
| Jan Petelin        | 02/07/1996        | Luxembourg  | Team Differdange-Losch             |
| Balázs Rózsa       | 26/11/1995        | Hongrie     | Team Differdange-Losch             |
| Tom Thill          | 31/03/1990        | Luxembourg  | Team Differdange-Losch             |
| Wout van Elzakker  | 14/11/1998        | Pays-Bas    | Néo-professionnel                  |
| Laurin Winter      | 04/09/1996        | Allemagne   | Team Differdange-Losch             |

## Saisons précédentes
- Differdange-Losch en 2016
- Differdange-Losch en 2017
- Differdange-Losch en 2018